# Atletismo nos Jogos Olímpicos de Verão de 2016 - Lançamento de dardo feminino
A competição do lançamento de dardo feminino do atletismo nos Jogos Olímpicos de Verão de 2016 aconteceu entre os dias 16 e 18 de agosto no Estádio Olímpico.

## Calendário
Horário local (UTC-3).
| Data                         | Horário | Fase          |
| ---------------------------- | ------- | ------------- |
| Terça, 16 de agosto de 2016  | 20:35   | Eliminatórias |
| Quinta, 18 de agosto de 2016 | 21:10   | Final         |

## Medalhistas
| Ouro   | CRO Sara Kolak        |
| Prata  | RSA Sunette Viljoen   |
| Bronze | CZE Barbora Špotáková |

## Recordes
Antes desta competição, os recordes mundiais e olímpicos da prova eram os seguintes:
| Tipo | Atleta            | Marca   | Local     | Data                   |
| ---- | ----------------- | ------- | --------- | ---------------------- |
|      | Barbora Špotáková | 72,28 m | Stuttgart | 13 de setembro de 2008 |
|      | Osleidys Menéndez | 71,53 m | Atenas    | 27 de agosto de 2004   |

## Resultados

### Eliminatórias
Qualificação: 63,00 m (Q) ou os 12 melhores qualificados (q) avançam para as finais.
| Pos. | Grupo | Atleta                | CON                 | #1    | #2    | #3    | Resultado | Notas |
| ---- | ----- | --------------------- | ------------------- | ----- | ----- | ----- | --------- | ----- |
| 1    | B     | Maria Andrejczyk      | POL Polônia         | 67.11 |       |       | 67.11     | Q,    |
| 2    | B     | Barbora Špotáková     | CZE República Checa | 62.50 | 64.65 |       | 64.65     | Q     |
| 3    | A     | Sara Kolak            | CRO Croácia         | 55.68 | 55.86 | 64.30 | 64.30     | Q,    |
| 4    | B     | Linda Stahl           | GER Alemanha        | 63.95 |       |       | 63.95     | Q     |
| 5    | A     | Tatsiana Khaladovich  | BLR Bielorrússia    | 63.78 |       |       | 63.78     | Q     |
| 6    | A     | Sunette Viljoen       | RSA África do Sul   | 63.54 |       |       | 63.54     | Q     |
| 7    | A     | Lü Huihui             | CHN China           | 63.28 |       |       | 63.28     | Q     |
| 8    | B     | Madara Palameika      | LAT Letônia         | 63.03 |       |       | 63.03     | Q     |
| 9    | A     | Flor Ruiz             | COL Colômbia        | 62.32 | 59.89 | 59.99 | 62.32     | q     |
| 10   | A     | Christina Obergföll   | GER Alemanha        | 57.75 | 62.18 | x     | 62.18     | q     |
| 11   | A     | Christin Hussong      | GER Alemanha        | 56.19 | 55.58 | 62.17 | 62.17     | q     |
| 12   | B     | Kathryn Mitchell      | AUS Austrália       | x     | 60.05 | 61.63 | 61.63     | q     |
| 13   | B     | Kara Winger           | USA Estados Unidos  | 61.02 | 57.34 | 60.54 | 61.02     |       |
| 14   | A     | Sinta Ozoliņa-Kovala  | LAT Letônia         | 60.92 | 58.08 | x     | 60.92     |       |
| 15   | B     | Li Lingwei            | CHN China           | 60.91 | 59.30 | 57.87 | 60.91     |       |
| 16   | A     | Elizabeth Gleadle     | CAN Canadá          | 59.18 | 60.28 | 58.74 | 60.28     |       |
| 17   | B     | Kateryna Derun        | UKR Ucrânia         | 60.02 | 54.86 | x     | 60.02     |       |
| 18   | A     | Martina Ratej         | SLO Eslovênia       | 59.76 | 58.15 | x     | 59.76     |       |
| 19   | A     | Hanna Hatsko-Fedusova | UKR Ucrânia         | 58.90 | x     | 58.38 | 58.90     |       |
| 20   | B     | Liina Laasma          | EST Estônia         | 58.06 | 56.21 | 56.62 | 58.06     |       |
| 21   | B     | Yuki Ebihara          | JPN Japão           | 53.75 | 55.89 | 57.68 | 57.68     |       |
| 22   | A     | Kim Mickle            | AUS Austrália       | 57.20 | x     | 55.93 | 57.20     |       |
| 23   | A     | Liu Shiying           | CHN China           | 57.16 | 55.60 | x     | 57.16     |       |
| 24   | B     | Mathilde Andraud      | FRA França          | 56.61 | 56.01 | 56.13 | 56.61     |       |
| 25   | A     | Maggie Malone         | USA Estados Unidos  | 56.47 | x     | 46.87 | 56.47     |       |
| 26   | B     | Tatsiana Korzh        | BLR Bielorrússia    | 49.41 | 53.54 | 56.16 | 56.16     |       |
| 27   | A     | Brittany Borman       | USA Estados Unidos  | 54.15 | 56.04 | 52.73 | 56.04     |       |
| 28   | B     | Kelsey-Lee Roberts    | AUS Austrália       | 44.75 | 55.04 | 55.25 | 55.25     |       |
| 29   | A     | Yulenmis Aguilar      | CUB Cuba            | 54.84 | x     | 54.94 | 54.94     |       |
| 30   | B     | Ásdís Hjálmsdóttir    | ISL Islândia        | x     | 54.92 | x     | 54.92     |       |
| 31   | B     | Sanni Utriainen       | FIN Finlândia       | 53.42 | x     | 52.45 | 53.42     |       |

### Final
| Pos.              | Atleta               | CON                 | #1    | #2    | #3    | #4          | #5          | #6          | Resultado | Notas                |
| ----------------- | -------------------- | ------------------- | ----- | ----- | ----- | ----------- | ----------- | ----------- | --------- | -------------------- |
| Medalha de ouro   | Sara Kolak           | CRO Croácia         | 60.89 | 62.95 | 63.00 | 66.18       | x           | 59.42       | 66.18     | Recorde nacional     |
| Medalha de prata  | Sunette Viljoen      | RSA África do Sul   | 64.92 | 61.04 | x     | 63.00       | x           | x           | 64.92     |                      |
| Medalha de bronze | Barbora Špotáková    | CZE República Checa | 60.16 | 63.73 | x     | 61.25       | 64.80       | x           | 64.80     |                      |
| 4                 | Maria Andrejczyk     | POL Polônia         | 61.92 | 59.25 | 60.23 | 59.31       | 64.78       | 63.69       | 64.78     |                      |
| 5                 | Tatsiana Khaladovich | BLR Bielorrússia    | 62.68 | 60.24 | 64.60 | 60.49       | 63.52       | 64.24       | 64.60     |                      |
| 6                 | Kathryn Mitchell     | AUS Austrália       | x     | 64.36 | x     | x           | 62.20       | 63.02       | 64.36     |                      |
| 7                 | Lü Huihui            | CHN China           | 60.32 | 63.50 | 59.56 | 64.04       | x           | 56.96       | 64.04     | Recorde da temporada |
| 8                 | Christina Obergföll  | GER Alemanha        | 60.17 | 62.28 | x     | x           | x           | 62.92       | 62.92     |                      |
| 9                 | Flor Ruiz            | COL Colômbia        | 61.54 | 58.46 | 59.61 | Não avançou | Não avançou | Não avançou | 61.54     |                      |
| 10                | Madara Palameika     | LAT Letônia         | x     | x     | 60.14 | Não avançou | Não avançou | Não avançou | 60.14     |                      |
| 11                | Linda Stahl          | GER Alemanha        | 58.48 | x     | 59.71 | Não avançou | Não avançou | Não avançou | 59.71     |                      |
| 12                | Christin Hussong     | GER Alemanha        | 54.99 | 54.47 | 57.70 | Não avançou | Não avançou | Não avançou | 57.70     |                      |

Legenda
| Recorde mundial      | Recorde mundial (World record)               |                       | Recorde africano                      | Recorde africano (African) |                                           | Q | Classificado por posição (Qualified) |
| Recorde olímpico     | Recorde olímpico (Olympic record)            | Recorde da América    | Recorde da América (Americas)         | q                          | Classificado por melhor tempo (Qualified) |   |                                      |
| Melhor marca do ano  | Melhor marca do ano (World leading)          | Recorde asiático      | Recorde asiático (Asian)              | DNS                        | Não largou (Did not start)                |   |                                      |
| Recorde nacional     | Recorde nacional (National record)           | Recorde europeu       | Recorde europeu (European)            | DNF                        | Não terminou (Did not finish)             |   |                                      |
| Recorde pessoal      | Recorde pessoal do atleta (Personal best)    | Recorde da Oceania    | Recorde da Oceania (Oceania)          | DSQ / DQ                   | Desclassificado (Disqualified)            |   |                                      |
| Recorde da temporada | Recorde da temporada do atleta (Season best) | Recorde sul-americano | Recorde sul-americano (South America) | NM                         | Sem marca (No mark)                       |   |                                      |